# Thermes romains de Glanum
Les thermes romains de Glanum sont un complexe thermal sur le site antique de Glanum, dans l'actuelle commune de Saint-Rémy-de-Provence, dans le département français des Bouches-du-Rhône.

## Historique
Les thermes de Glanum ont été construits dès la période de -40 à -20, soit à l'époque d'Auguste, au nord du nouveau forum, par-dessus un quartier d’habitations antérieur.
Le site a été fouillé au XXe siècle notamment par Henri Rolland. Seule une rue sur laquelle se trouvent les thermes a été dégagée.

## Organisation
La maison dite d'Epona qui se trouve au nord communique avec l'ensemble thermal par une cour couverte. Cet espace semblerait être une cour de service où serait entreposé le combustible nécessaire au système de chauffage (les praefurnia) de certaines pièces du complexe thermal. Les thermes sont orientés nord-sud. Ils mesurent dans leur plus grande longueur nord-sud 43 mètres pour 28 mètres de largeur, délimitant un espace de 1000 m² environ. Le couloir d'accès entre la maison et les thermes débouche sur le caldarium. 
On entre dans le complexe thermal par le milieu de sa façade ouest donnant sur la rue. Le perron débouche sur la palestre qui est bordée sur trois de ses côtés par un portique. Cette palestre mesure environ 20 mètres vers l'est pour une largeur de 10 mètres. Au sud de la palestre se trouve la piscine. Dans l'angle nord-est de la palestre se trouve l'entrée des thermes à proprement parler. On pénètre dans le frigidarium (qui sert peut-être également, comme dans les Thermes romains de Gaujac (département du Gard) de vestiaire (apodyterium). Puis suivent ensuite vers l'ouest le tepidarium et le caldarium reconnaissables à leur hypocauste. Le caldarium communique ainsi avec la maison Epona. Pour que le descriptif soit complet, il faut mentionner l'existence d'un unctorium dans l'angle sud-ouest entre la piscine et la rue. Cette pièce est le lieu ou l'on s'adonne aux soins du corps, onctions d'huile (à rapprocher d'un destrictarium).
Une étude de Jean Bigot a montré que cet établissement correspondait au modèle des thermes de Stabies à Pompéi, par son plan (avec la palestre placée entre la piscine et le bloc des salles thermales), mais aussi par ses dimensions. Bigot y voie le signe de la diffusion en Gaule sous Auguste des modèles romains d’aménagement de l’espace public mis au point en Italie.